# هاورتاون (پنسیلوانیا)
هاورتاون (به انگلیسی: Havertown) یک منطقهٔ مسکونی در ایالات متحده آمریکا است که در شهرک هاورفورد واقع شده‌است.